# Estação Cordovil
Cordovil é uma estação de trem do Rio de Janeiro.

## História
Foi inaugurada em 1886. Atualmente, instalada em prédio mais moderno, é uma das das estações de trens metropolitanos controladas pela Supervia.

## Plataformas
- Plataforma 1A: Sentido Saracuruna
- Plataforma 1B: Sentido Central